# Nordlig fuktbagge
Nordlig fuktbagge (Cryptophagus quadrihamatus) är en skalbaggsart som beskrevs av Mäklin 1853. Nordlig fuktbagge ingår i släktet Cryptophagus, och familjen fuktbaggar. Enligt den svenska rödlistan är arten sårbar i Sverige. Arten förekommer i Svealand och Övre Norrland. Artens livsmiljö är skogslandskap.